# Half-Earth
Half-Earth (původní angl. název Half-Earth) je vědecko-populární literární dílo britského zoologa a evolučního biologa E. O. Wilsona.